# Legendre-képlet
Legendre 1808-ban fedezte fel hogyan kell kiszámítani, hogy mi az a legnagyobb hatványa egy {\displaystyle p} prímszámnak, ami {\displaystyle n} faktoriálisát osztja, eszerint {\displaystyle p} kitevője:
{\displaystyle \varepsilon _{p}(n)=\sum _{k=1}^{\left\lfloor \log _{p}n\right\rfloor }\left\lfloor {\frac {n}{p^{k}}}\right\rfloor }

## Bizonyítás
{\displaystyle n}-ig pontosan {\displaystyle \left\lfloor {\frac {n}{p}}\right\rfloor } darab szám osztható {\displaystyle p}-vel (minden {\displaystyle p}-edik), mindegyik egyet ad {\displaystyle p} kitevőjéhez. Továbbá {\displaystyle \left\lfloor {\frac {n}{p^{2}}}\right\rfloor } darab osztható még {\displaystyle p^{2}}-tel is, ezek mind még egyet adnak {\displaystyle p} kitevőjéhez. Az eljárást folytatva kapjuk {\displaystyle p} kitevőjére a fenti képletet. Nyilván elég addig elmenni az összegzésben, amíg még {\displaystyle p^{k}\leq n} teljesül, hiszen annál nagyobb {\displaystyle p} hatványok már nem szerepelnek {\displaystyle n!}-ban.

## Alkalmazás
Programozásban klasszikus példa, hogy adott {\displaystyle n}-re {\displaystyle n!} hány darab nullára végződik.
A fenti tétel erre megadja a választ, mivel triviálisan {\displaystyle \varepsilon _{5}(n)\leq \varepsilon _{2}(n)}, ezért a válasz rá {\displaystyle \varepsilon _{5}(n)}, ami ezáltal gyorsan és kevés memóriával kiszámítható, anélkül, hogy {\displaystyle n!} értékét konkrétan kiszámítanánk, ami egy nagy szám.